# Bernard de Nonancourt
Bernard de Nonancourt (* 1919 oder 1920; † 29. Oktober 2010) war ein französischer Unternehmer.
De Nonancourt, der an der Hochschule für Wirtschaft in Reims studierte, war Aufsichtsratsvorsitzender und Gründer der Champagner-Unternehmensgruppe Laurent-Perrier sowie von Castellane, Salon und Delamotte. Die Unternehmensführung hatte er ab 1949 inne. Seine beiden Töchter Alexandra und Stéphanie sind im Rahmen einer von de Nonancourt eingeleiteten Nachfolgeregelung seit 1987 bzw. 1995 ebenfalls in die Leitung des Unternehmens involviert. Er starb am 29. Oktober 2010 im Alter von 90 Jahren.